# Alto Salvador
Alto Salvador es una localidad y distrito ubicado en el departamento San Martín de la provincia de Mendoza, Argentina. 
Se encuentra 10 kilómetros al norte de la ciudad de San Martín, en una zona alrededor de las calles Costa Montecaseros, del Oratorio y Cerzeto. 
Un dato importante es que en la zona vivieron muchas familias italianas, entre ellas los Catroppa, Beningazza, Chimento, Siciliano (entre otras de origen frances como Belleville) que vinieron procedentes del pueblo de Cerzeto, provincia italiana de Cosenza. Todos ellos se radicaron en la zona alrededor del año 1886 según documentación de los registros de inmigrantes y se dedicaron principalmente a la agricultura, según datos del libro de la profesora e historiadora Cecilia Marigliano.

Uno de sus vecinos más antiguos, Nicolás Catroppa (1857-1914) se casó en Italia en 1881 con Pascualina Chimento Giambareli (1866-1900) y tuvieron dos hijos en ese país, Luigi (1882) y Florindo (1886), el mayor con el tiempo y ya siendo adulto fue nombrado administrador de los campos del ingeniero ruso Julio N. Marienhoff (1861-1932) tierras que hoy son el distrito El Central y Tres Porteñas.
El nombre del distríto deviene de una capilla erigida por el fraile Antonio Aragón en una zona alta, y denominada El Salvador. La capilla, por su arquitectura en un entorno rupestre, es un atractivo turístico en sí misma.
Cuenta con una escuela que data de 1870 y un centro de salud.
En la zona se realizaron perforaciones en búsqueda de petróleo.